# Tectodamaeus daliensis
Tectodamaeus daliensis es una especie de ácaro del género Tectodamaeus, familia Damaeidae. Fue descrita científicamente por Xie & Yang en 2009.
Habita en Asia del Sur.